# Psalistops venadensis
Psalistops venadensis là một loài nhện trong họ Barychelidae. Loài này phân bố ờ Costa Rica.